# زرین‌شاخ
زرین‌شاخ، زردشاخ، زردشاخ درخشان‌برگ یا شاه‌بلوط گلدار چینی (نام علمی: Xanthoceras sorbifolium) نام یک گونه از گیاهان گلدار در تیرۀ ناترکیان، و تنها گونۀ سردۀ Xanthoceras است. این گیاه بومی شمال چین در استان های گانسو، هبئی، هنان، لیائونینگ، مغولستان داخلی، نینگ‌شیا، شاآنشی، و شاندونگ است. این گیاه از قرن نوزدهم به روسیه وارد شده و در آنجا نیز کشت میشود.
این گیاه یک بوتۀ بزرگ برگ‌ریز یا یک درخت کوچک است که تا ارتفاع 8 متر رشد میکند. چیدمان برگ ها به صورت متناوب، به طول 12 تا 30 سانتی متر بوده، و برگ ها به شکل پر مانند، با برگچه هایی به طول 3 تا 6 سانتی متر با حاشیه های دندانه دار تیز هستند. گل ها به قطر 2 تا 3 سانتی متر با پنج گلبرگ سفید بوده در اواسط بهار در خوشه های عمودی به طول 10 تا 20 سانتی متر می رویند. میوۀ آن یک کپسول بیضوی چرم مانند به قطر 5 تا 6 سانتی متر است که هنگام رسیدن به سه قسمت تقسیم میشود تا 6 الی 18 دانه آزاد کند؛ دانه ها سیاه رنگ، به قطر 1.5 سانتی متر و شبیه به دانه های کوچک شاه‌بلوط هندی هستند.
جنس Xanthoceras (که به "زرین‌شاخ" ترجمه میشود) اساسی ترین عضو خانوادۀ ناترکیان در نظر گرفته میشود. لقب خاص sorbifolium به برگ های گیاه اشاره دارد، که به برگ های فاصله دار سمان کوهی (Sorbus) شباهت دارند. در ابتدا سوربیفولیا هجی میشد، اما این یک اشتباه دستوری بود که توسط ICBN به سوربیفولیوم تصحیح شد.
در زراعت انگستان، X. sorbifolium نشان لیاقت باغچۀ انجمن سلطنتی باغبانی را کسب کرده است. این گیاه کاملاً مقاوم است، ولی مکان های محافظت شده را ترجیح میدهد.
برگ، گل و دانه های زرین‌شاخ همگی قابل خوردن هستند.